# レーティアン
| 累代        | 代     | 紀       | 世           | 期                     | 基底年代 Mya |
| ----------- | ------ | -------- | ------------ | ---------------------- | ------------ |
| 顕生代      | 新生代 | 新生代   | 新生代       |                        | 66           |
| 顕生代      | 中生代 | 白亜紀   | 後期白亜紀   | マーストリヒチアン     | 72.1         |
| 顕生代      | 中生代 | 白亜紀   | 後期白亜紀   | カンパニアン           | 83.6         |
| 顕生代      | 中生代 | 白亜紀   | 後期白亜紀   | サントニアン           | 86.3         |
| 顕生代      | 中生代 | 白亜紀   | 後期白亜紀   | コニアシアン           | 89.8         |
| 顕生代      | 中生代 | 白亜紀   | 後期白亜紀   | チューロニアン         | 93.9         |
| 顕生代      | 中生代 | 白亜紀   | 後期白亜紀   | セノマニアン           | 100.5        |
| 顕生代      | 中生代 | 白亜紀   | 前期白亜紀   | アルビアン             | 113          |
| 顕生代      | 中生代 | 白亜紀   | 前期白亜紀   | アプチアン             | 125          |
| 顕生代      | 中生代 | 白亜紀   | 前期白亜紀   | バレミアン             | 129.4        |
| 顕生代      | 中生代 | 白亜紀   | 前期白亜紀   | オーテリビアン         | 132.9        |
| 顕生代      | 中生代 | 白亜紀   | 前期白亜紀   | バランギニアン         | 139.8        |
| 顕生代      | 中生代 | 白亜紀   | 前期白亜紀   | ベリアシアン           | 145          |
| 顕生代      | 中生代 | ジュラ紀 | 後期ジュラ紀 | チトニアン             | 152.1        |
| 顕生代      | 中生代 | ジュラ紀 | 後期ジュラ紀 | キンメリッジアン       | 157.3        |
| 顕生代      | 中生代 | ジュラ紀 | 後期ジュラ紀 | オックスフォーディアン | 163.5        |
| 顕生代      | 中生代 | ジュラ紀 | 中期ジュラ紀 | カロビアン             | 166.1        |
| 顕生代      | 中生代 | ジュラ紀 | 中期ジュラ紀 | バトニアン             | 168.3        |
| 顕生代      | 中生代 | ジュラ紀 | 中期ジュラ紀 | バッジョシアン         | 170.3        |
| 顕生代      | 中生代 | ジュラ紀 | 中期ジュラ紀 | アーレニアン           | 174.1        |
| 顕生代      | 中生代 | ジュラ紀 | 前期ジュラ紀 | トアルシアン           | 182.7        |
| 顕生代      | 中生代 | ジュラ紀 | 前期ジュラ紀 | プリンスバッキアン     | 190.8        |
| 顕生代      | 中生代 | ジュラ紀 | 前期ジュラ紀 | シネムーリアン         | 199.3        |
| 顕生代      | 中生代 | ジュラ紀 | 前期ジュラ紀 | ヘッタンギアン         | 201.3        |
| 顕生代      | 中生代 | 三畳紀   | 後期三畳紀   | レーティアン           | 208.5        |
| 顕生代      | 中生代 | 三畳紀   | 後期三畳紀   | ノーリアン             | 227          |
| 顕生代      | 中生代 | 三畳紀   | 後期三畳紀   | カーニアン             | 237          |
| 顕生代      | 中生代 | 三畳紀   | 中期三畳紀   | ラディニアン           | 242          |
| 顕生代      | 中生代 | 三畳紀   | 中期三畳紀   | アニシアン             | 247.2        |
| 顕生代      | 中生代 | 三畳紀   | 前期三畳紀   | オレネキアン           | 251.2        |
| 顕生代      | 中生代 | 三畳紀   | 前期三畳紀   | インドゥアン           | 251.902      |
| 顕生代      | 古生代 | 古生代   | 古生代       |                        | 541          |
| 原生代      | 原生代 | 原生代   | 原生代       |                        | 2500         |
| 太古代      | 太古代 | 太古代   | 太古代       |                        | 4000         |
| 冥王代      | 冥王代 | 冥王代   | 冥王代       |                        | 4600         |
| 1. 2. 3. 4. |        |          |              |                        |              |

レーティアン（英語: Rhaetian、レート期）は、2億850万年前から2億130万年前（誤差20万年）にあたる後期三畳紀の地質時代名の一つ。
模式地はオーストリア。末には顕生代で四度目となる大量絶滅が起き、コノドントなど数多くの生物が絶滅した。詳細は後述。
なお、「レート階」という名称があるが、時代を示すものではない。「階」は地層に対して当てられる単位（層序名）であり、層序名「レート階」と時代名「レート期」は対を成す関係である。詳しくは「累代」を参照のこと。

## 出来事

### 隕石衝突
フランスの中央高地の西縁に位置するロシュショール・クレーターがレーティアンの間に形成されており、2010年以降に行われた4つの年代測定結果では2億700万年前 - 2億100万年前の範囲とされている。この衝突クレーターは衝突堆積物の領域が直径15キロメートル、クレーター自体の直径が20 - 25キロメートルであるが、現在の姿は侵食を受けた後の状態であるため、元々の直径は最大で50キロメートル程度であった。マニクアガン湖など三畳紀に形成された他のクレーターはその位置関係からロシュショール・クレーターを形成したものと同じ地球外天体（の破片）が衝突して形成されたとする意見も浮上したが、磁気年代や放射年代の研究により否定されている。

### 火成活動
日本の岐阜県犬山地域には三畳系 - ジュラ系チャートが分布しており、このチャートから得られたオスミウム同位体比(187Os/188OS)は187Osに富む大陸地殻由来のオスミウムと187Osに乏しい地球外起源のオスミウムの流出入バランスを示す。レーティアンを通して同位体比は0.6から低下する傾向を示すが、これは中央大西洋マグマ分布域(CAMP)の火成活動がレーティアンの初期から始まっていたことを意味する。また、同位体比の低下速度がオントンジャワ海台など他の洪水玄武岩の十分の一以下であることから、CAMPの形成が緩やかに進行したことも示唆されている。同位体比は最低値0.2に達した後にT-J境界直前で0.4まで急激に増大しており、これはT-J境界とほぼ同時期に大陸の風化が加速したことを意味する。

## 生物
カーニアンからヘッタンギアンにかけては二枚貝の科数が急激に増大した時期にあたる。
タイ王国のコラート層群のナム・ポン累層はノーリアン - レーティアン階に相当し、プー・クラドゥエン地域に分布する同層の石灰質泥岩からは1個体の恐竜による6個の足跡化石が発見されている。足跡の長さは41.5センチメートル、歩長260センチメートルで、腰高240センチメートルの大型獣脚類が時速約5キロメートルで歩行していたと考えられている。同層から獣脚類の体化石は産出していないものの、この足跡化石の発見により、後期三畳紀のタイ王国北東部に大型獣脚類が生息していたことが示された。

### 大量絶滅
ただし三畳紀とジュラ紀の境界でもあるレーティアン/ヘッタンギアン境界で顕生代四度目となる大量絶滅が発生しており、事実上テチス海から消滅したサンゴはヘッタンギアンの間に以前の水準まで回復することはなかった。コノドントも三畳紀末の大量絶滅で絶滅を迎えたほか、三畳紀で最も繁栄していたアンモナイトであるセラタイト目もレーティアンの末に絶滅した。
両生類分椎目は大部分がT-J境界までに絶滅した。現在知られている中で最後のメトポサウルス科であるコスキノノドンは後期ノーリアンあるいは前期レーティアンに相当すると考えられるレオドンタ累層から産出しており、最後のプラギオサウルス科であるゲロトラックスもおそらくレーティアン階から産出している。2018年にはカピトサウルス類の上腕骨もレーティアンの堆積層から報告されている。プラギオサウルス科とカピトサウルス類はT-J境界にごく近い時代で絶滅した可能性が高く、他の分椎目の大半は既に絶滅していたと考えられている。
レーティアンとそれに続くヘッタンギアンでは陸上動物の化石は限られている。陸上爬虫類ではワニに近いフィトサウルス目、プロコロフォン科、偽鰐類のパラクロコダイリモーファがT-J境界の直前に相当する地層から化石が産出しており、これらはT-J境界に近い時代で絶滅したとされる。海生爬虫類では板歯目の最後の科であるプラコケリス科が絶滅した。また、魚竜のうちシャスタサウルス科とショニサウルス科といった大型のグループが絶滅し、その形態的な多様性が取り戻されることはなかった。

## 日本において
山口県の秋吉帯を構成する陸棚堆積物は大嶺地域・厚保地域・厚狭地域に分布し、このうち山陽小野田市の特徴的な6種の植物化石が産出するユニット、および美祢市周辺の大嶺地域の一部がレーティアン階とされた。1939年に大嶺地域の三畳系は平原層・桃ノ木層・麻生層に区分けされ、うち麻生層はカーニアン - ノーリアンあるいはレーティアン階とされた。新潟県加茂地域に分布する足尾帯の珪質泥岩からは Fontinella primitiva（後期ノーリアン - レーティアン）などレーティアンを示す放散虫化石が得られており、シネムーリアン - 前期トアルシアンの放散虫化石も産出しているため議論の余地があるものの、レーティアン階に相当する可能性が高い。
前述の岐阜県犬山地域の他に愛媛県秩父累帯、栃木県足尾帯葛生地域、熊本県五木村北部の黒瀬川帯ではT-J境界が確認できる。特に黒瀬川帯のものは地層の不整合を示している。